# Arjan Pregl
Arjan Pregl, slovenski likovni umetnik, *5. julij 1973, Ljubljana.
Arjan Pregl se v svojih delih odziva na vsakodnevna socialno-politična dogajanja doma in po svetu. Pri tem uporablja najrazličnejše tehnike in poskuša prikazati svoje mnenje o situaciji na humorni in ironični način.  Delo Arjana Pregla je bilo predstavljeno skupaj z delom Alena Ožbolta v okviru niza dokumentarnih oddaj Zapeljevanje pogleda, ki je sestavljen iz predstavitev dvojic slovenskih umetnikov, ki nam skozi svoja dela in projekte predstavljajo lasten pogled na umetnost. 
Arjan Pregl je prejel več nagrad. Je en od slovenskih umetnikov, ki svoja dela razstavljajo v različnih rezidencah, tudi v Evropskem parlamentu.

## Življenje
Arjan Pregl se je rodil v Ljubljani očetu Slavku Preglu, mladinskemu pisatelju in materi Tatjani Pregl Kobe, pesnici, pisateljici, esejistki. Leta je 1998 je diplomiral na Akademiji za likovno umetnost v Ljubljani pod mentorstvom profesorice Metke Krašovec in profesorja Bojana Gorenca. Leta 2001 je na isti akademiji zaključil magistrski študij slikarstva pod mentorstvom profesorja Bojana Gorenca. Zadnji semester magistrskega študija slikarstva je obiskoval na IUP Indiana University of Pennsylvania (ZDA). Nato je vpisal magistrski študij grafike in ga pod mentorstvom profesorja Lojzeta Logarja končal leta 2004. Leta 2006 je prejel delovno štipendijo Ministrstva za kulturo. Ukvarja se s slikarstvom, grafiko, ilustracijo in oblikovanjem, piše tudi leposlovje (kratke zgodbe). Živi in dela v Ljubljani. S sestro Sanjo Pregl, pisateljico, ustvarjata slikanice za otroke v zbirki z naslovom Hobotnica Alenčica.

## Delo in razstave
Delo Arjana Pregla se giblje v prepletu treh ključnih vsebin: konstruktivne kritike teorije umetnosti, humorja in politične angažiranosti, vsa tri idejna izhodišča pa se dotikajo in udejanjajo predvsem v polju slikarstva.— —Petja Grafenauer

### Samostojne razstave
- 1998 Galerija Electa, “Je to le igra?”,Ljubljana
- 1999 Mala galerija, “Slike”, Kranj
- 2001 Galerija P74, “Preboj v sončna sončna jutra”, Ljubljana
- 2001 Finžgarjeva galerija, “Slike”, Ljubljana
- 2002 Mestna galerija Nova Gorica, “Slike in grafike”, Nova Gorica
- 2003 Galerija Meduza, “Grafike”, Koper
- 2003 Galerija Equrna, “Slike z napakami”
- 2003 Galerija Hest, “Slike in grafike”, Ljubljana
- 2004 Galerija Iskrateling, “Slike”, Kranj (z Matejem Koširjem)
- 2004 Galerija Ivana Groharja, “Slikarske teme: akti, pokrajine, svetloba”, Škofja Loka
- 2004 Rezidenca v Berlinu, Ministrstvo za kulturo
- 2005 Galerija Vladimir Bužančić, “(Re)produkcije”, Centar za kulturu Novi Zagreb, Zagreb, Hrvaška
- 2005 Galerija Rika Debenjaka, “Slike 2002–2005”, Kanal ob Soči
- 2006 Galerija Equrna, “Abstrakcije”, Ljubljana
- 2006 Galerija Šivčeva hiša, “Ilustracije”, Muzeji radovljiške občine, Radovljica
- 2006 Galerija Krka, “Umetna narava”, Novo mesto
- 2007 Sedež Banke Koper, “Prelepe slike / Mirabili dipinti”, Obalne galerije Piran, Koper
- 2007 Savinov salon, “SpLoščena Slovenija”, Žalec
- 2007 Galerija Alkatraz, AKC Metelkova mesto, “SpLoščena Slovenija”, Ljubljana
- 2007 Dvorana Gustaf, Kulturni center Pekarna, “SpLoščena Slovenija, Maribor
- 2008 Knjižnica Glinškova ploščad, “Ilustracije”, Ljubljana
- 2008 Galerija Ganes Pratt, “Review/Preview”, Ljubljana
- 2008 Galerija Instituta “Jožef Stefan”, “Ogrožene vrste in zdrava prehrana”, Ljubljana
- 2008 Shanghai Zendai MoMa, “Različni isti Šanghaj / Diferent same Shangai”, Šanghaj,Kitajska (s Huiqin Wang)
- 2009 Galerija Ganes Pratt, “Rad imam mucike in druge slike”, Ljubljana
- 2010 Mestna Galerija 2, “299 kosmatih in bobu Bob / 299 Hairy Ones and Broad Bean Bob“, Ljubljana
- 2010 UGM, Likovni salon Rotovž, “299 kosmatih in bobu Bob / 299 Hairy Ones and Broad Bean Bob“, Maribor
- 2010 Galerija Equrna, “Razstava z razmeroma dolgim naslovom, sestavljenim iz devetih besed“, Ljubljana
- 2011 Galerija Krško, “Intervencija od zgoraj“, Krško
- 2012 Mestna galerija Nova Gorica, “120 dni Arjana Pregla”, Nova Gorica
- 2013 Galerija Simulaker, “Kdo se boji finančnih trgov”, Novo Mesto

### Skupinske razstave (izbor)
- 1997 Collegium artisticum, “Študenti akademije likovnih umjetnosti; Ljubljana, Beč, Tbilisi, Sarajevo, Sarajevo”, Sarajevo, BIH
- 1999 Mlada parada '99, Tolmin
- 2000 Kipp Gallery, “10 paintings”, Indiana, Pennsylvania, ZDA
- 2001 Galerija P74, “Revizija. Slika 70+90”, Ljubljana
- 2002 Exit art, “Reactions”, New York, ZDA
- 2002 Mestna galerija, “Vordemberg-Gildewart foundation”, Ljubljana
- 2003 Sakaide civic Art Museum, “Sakaide Art Grand Prix 2003”, Sakaide, Japonska
- 2003 Space Gallery, “Slovenian Young Artists ”, Sakaide, Japonska *Centar savremene umjetnosti Crne Gore, “Aktualni trenutek v sodobni slovenski ”, Podgorica, Črna gora
- 2004 Galerija Lek, “Viktor Bernik, Boštjan Drinovec, Arjan Pregl”, Ljubljana
- 2004 The 6th Kochi International Triennial Exhibition of Prints, Koschi, Japonska
- 2004 Orangeried, “Zeleno, ki te ljubim zeleno / Green, as I love you, greenly”, Tierp, Švedska
- 2005 Moderna galerija, “Slovenska umetnost 1995–2005: Teritoriji, identitete, mreže”
- 2006 Umetnostna galerija Maribor, “Avtoportret danes”, Maribor
- 2006 Galerija Kresija, “Likovno delo kot koncept”, Ljubljana
- 2006 Mestna hiša Rotovž, “7. bienale slovenske grafike”, Mestna občina Novo mesto, Novo mesto
- 2006 Septièm triennale de Chamalièrs Mondial de l'estampe et de la gravure originale, Chamalierès, Auvergne, Francija
- 2007 Mednarodni grafični likovni center, “27. grafični bienale”, Ljubljana
- 2007 Galerija Velenje, “Politično”, Slovensko društvo likovnih kritikov in Galerija Velenje
- 2007 Različne lokacije, “Festival Break 2.4 – Potemkinova vas”, Ljubljana
- 2007 BiB, “Bienale ilustracije”, Bratislava, Slovaška, september 2007 *Galerija Ganes Pratt, “Slikarski projekt – Viktor Bernik, Janez Janša, Arjan Pregl, Sašo Vrabič”, Ljubljana
- 2008 Mestna hiša, Bruselj, “Slovensko slikarstvo po letu 1945 iz Umetniške zbirke NLB”, Bruselj, Belgija
- 2008 Galerija Miklova hiša, “Slikarski projekt – Viktor Bernik, Janez Janša, Arjan Pregl, Sašo Vrabič”, Ribnica
- 2008 Mestna galerija Nova Gorica, “Mestna galerija Nova Gorica – 10 let”, Nova Gorica
- 2008 Galerija Ganes Pratt, “Down the Rabbit Hole /Navzdol po zajčji luknji”, Ljubljana
- 2008 Kharkow Arts museum, “In touch whit Slovenia – The Factor Bank art collection”, Harkov, Ukrajina
- 2008 Mednarodni grafični likovni center, “Tretji pogled: Raznolikost grafike danes”, Ljubljana
- 2008 Likovni salon, “Down the Rabbit Hole /Navzdol po zajčji luknji”, Celje
- 2009 Mestna galerija, “Risba na Slovenskem II”, Ljubljana
- 2009 Galerija ZDSLU, »Umetniški fetiš / Art Fetish«, Ljubljana,
- 2010 Mestna galerija Nova Gorica, “Kaj dogaja?/Šta ima novo?/What's happening?”, Nova Gorica
- 2010 Mestna galerija Ljubljana, “Prepletena pot (Huiqin Wang)”, Ljubljana
- 2010 ArsIn, “Figura v postmedijskem času”, Velenje
- 2010 Jarmuschek+Partner (Project Space Sophienstrasse), “Renaissance Nostra”, Berlin, Nemčija
- 2010 Private View, “Renaissance Nostra”, Berlin, Nemčija
- 2010 Muzej sodobne umetnosti Zagreb, “Risba na Slovenskem II”, Zagreb, Hrvaška
- 2010 Mestna galerija Ljubljana, “Dobesedno brez besed ”, Ljubljana
- 2010 Alkatraz, Metelkova mesto, “To ni politična razstava”, Ljubljana
- 2010 Mednarodni grafični likovni center, “ Hočemo biti svobodni, kot so bili očetje”, Ljubljana
- 2011 Private View, “Something for Everyone; With a Concept, However”, Berlin, Nemčija
- 2011 Evropski parlament, “Umetniška zbirka Evropskega parlamenta”, Bruselj, Belgija
- 2011 Preview - The Emrging Art Fair, Berlin, Nemčija
- 2011 Mestna galerija Nova Gorica, “Pixxelpoint – LET'S GET READY”, Nova Gorica
- 2012 Ganes Pratt, Mala galerija, “To je bilo najslabše leto mojega življenja”, Ljubljana
- 2012 SWAB, Barcelona, Španija
- 2012 Mednarodni grafični likovni center, “Slovenska grafika zadnjih treh let”, Ljubljana
- 2012 Galerija Cankarjevega doma, “Bienale ilustracije”, Ljubljana
- 2012 Umetnostna galerija Maribor & Slavija No 11, “SKORAJ POMLAD 100 let slovenske umetnosti”, Maribor
- 2012 Mestna galerija Ljubljana, “RAZSTAVA, 50 let Mestne galerije v Ljubljana”, Ljubljana

### Dela v stalnih zbirkah
- Mestna galerija Nova Gorica, Nova Gorica
- Nova Ljubljanska banka, “Umetniška zbirka NLB”, [4]
- Ljubljana Faktor Banka, “Umetniška zbirka Faktor Banke”,
- Ljubljana Mednarodni grafični likovni center, Ljubljana
- Šivčeva hiša, “Stalna zbirka ilustracij”, Radovljica
- Umetniška zbirka Evropskega parlamenta, Bruselj

## Izbor nagrad in umetniške rezidence
- 2003 Nagrada "DOBRO DELO", Sakaide Art Grand Prix, Sakaide,  Japonska
- 2004 Priznanje Hinka Smrekarja (2004)
- 2004 Nominacija za izvirno slovensko slikanico za delo Zvezda s čepico (Slavko Pregl)
- 2004 Rezidenca v Berlinu, Ministrstvo za kulturo RS
- 2007 Prva nagrada za besedilo “Keserasera”, razpis Airbeletrina
- 2009 Slovenska nominacija za nagrado Henklovo Art Award
- 2009 Rezidenca v Londonu, Ministrstvo za kulturo RS